# Mydaea grata
Mydaea grata är en tvåvingeart som beskrevs av Huckett 1973. Mydaea grata ingår i släktet Mydaea och familjen husflugor.
Artens utbredningsområde är Maine. Inga underarter finns listade i Catalogue of Life.